# Hôtel Poulain
L’hôtel Poulain est un hôtel particulier situé à Quintin, dans le département des Côtes-d'Armor.

## Histoire
Ce bâtiment, situé au 6 place 1830 et 13 rue au Lait, fait l’objet d’un classement au titre des monuments historiques depuis le 21 décembre 1977.